# Réserve naturelle de Fanjingshan
La réserve naturelle de Fanjingshan est une réserve naturelle située dans les monts Wuling, en Chine. Administrativement, elle se trouve sur différents comtés de la préfecture de Tongren, dans le nord-est du Guizhou. Elle a été créée en 1978 comme réserve naturelle, puis est devenue réserve naturelle nationale en 1986.
Selon l'UNESCO, qui l'a classée réserve de biosphère, Fanjingshan est le seul écosystème de forêt primaire à avoir été bien conservé à une telle latitude. Par ailleurs, la réserve compte une espèce endémique de singe, le rhinopithecus brelichi, ainsi que d'une espèce de sapin endémique Abies fanjingshanensis (en).

## Histoire
Le site est reconnu réserve de biosphère par l'Unesco en 1986, puis classé au patrimoine mondial le 2 juillet 2018. Il est enfin inscrit sur la liste verte de l'UICN depuis 2024.

## Géographie

### Localisation
La réserve est située dans la province du Guizhou, à environ 2h30 de route depuis Tongren (soit 116 Km).

### Topographie
Les monts Fanjing font partie de la chaine de montagne de Wuling. Ils sont eux-mêmes composés de trois pics, le vieux sommet doré, le nouveau sommet doré et le sommet Fenghuang (littérallement : sommet du phénix). L'altitude varie de 500 m à 2 570 m (mont Fenghuang).

### Géologie
Le mont Fanjing est constitué de roches métamorphiques, alors que le massif qui l'entoure est karstique.

### Climat
Avec un climat de mousson, le mont Fanjing est recouvert 200 jours par an par des nuages ou du brouillard.

## Biodiversité

### Milieu
La réserve est située dans l'écorégion de la forêt mixte du Sud-Est chinois. C'est l'aire protégée la plus importante pour la forêt de Quercus glauca et elle abrite une forêt primaire de hêtres la plus vaste de la zone subtropicale, avec trois espèces dominantes : Fagus longipetiolata, Fagus lucida et Fagus engleriana. La forêt occupait 90% de sa superficie totale en 2005 et s'est étendu jusqu'à couvrir 97% de son territoire en 2023.
La forêt s'étage entre une forêt de feuillus sempervirente en dessous de 1 300 m, une forêt mixte de feuillus sempervirente et décidue entre 1 300 m et 2 200 m, puis une forêt mixte décidue de conifères, de feuillus et de brousse au-dessus de 2 200 m.

### Flore
4789 espèces végétales ont été recensées dans la réserve, à la date de 2023, en particulier : 791 espèces de mousses et 36 espèces de gymnospermes, 1150 espèces de spermaphytes, et enfin 123 familles de champignons.
La nature du sous-sol a permis l'émergence de 46 espèces végétales endémiques locales. 
Le sapin endémique Abies fanjingshanensis fait l'objet d'un programme de multiplication en pépinière. En 2023, 120 ont été replantés dans leur milieu naturel d'origine.

### Faune
Selon les inventaires de 2023, il y aurait 3136 espèces animales à vivre dans la réserve. Parmi ces animaux on compte 450 espèces de vertébrés, dont 68 mammifères, 191 oiseaux, 41 reptiles et 34 amphibiens.
La réserve naturelle de Fanjing abrite, selon le recensement de 2023, environ 800 Rhinopithecus brelichi, une espèce de singes endémiques alors qu'en 2002 la population était estimée à 500 individus.
Parmi les espèces rares présentes dans la réserve, on trouve la salamandre géante de Chine et la panthère nébuleuse.

## Aspects humains

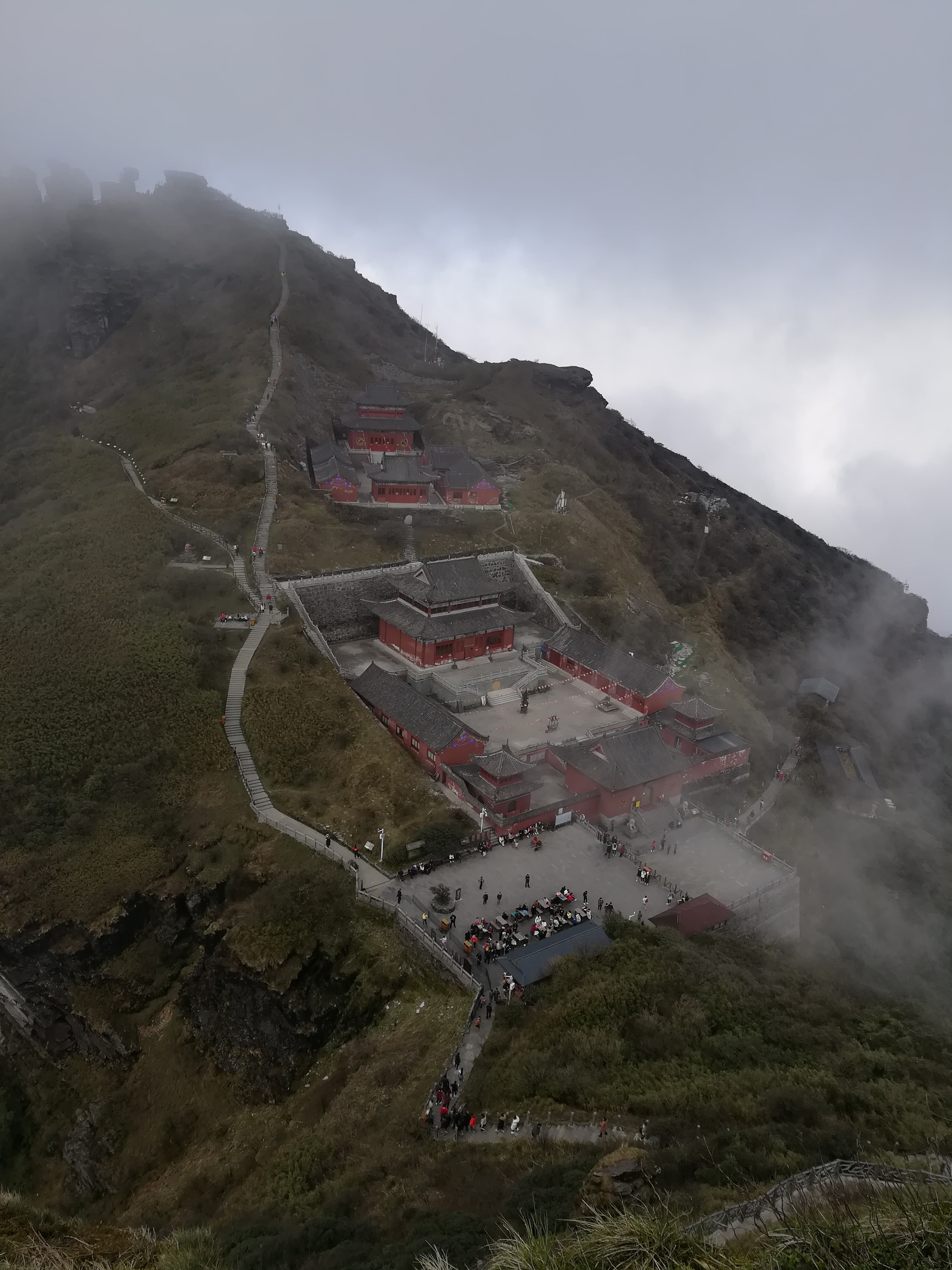
Temple de Cheng'en, en 2020.

### Patrimoine culturel
Les monts Fanjing hébergent plusieurs temples bouddhistes, jusqu'à 48 temples et 4 palais impériaux y étaient installés à l'apogée de son occupation. Deux temples sont bâtis sur le vieux sommet doré des nuages rouges : les temples Shakyamuni et Mile.

### Tourisme
La réserve naturelle de Fanjingshan accueille environ 2 millions de visiteurs chaque année dans le cadre d'une politique d'écotourisme.